# Los Navalios
Los Navalios (oficialmente y en asturiano: Os Navalíos) es una casería perteneciente a la parroquia de Boal, en el concejo de Boal, comarca de Eo-Navia, Principado de Asturias, España.
Cuenta con una población de 4 habitantes (INE, 2013) y se encuentra a unos 520 m de altura sobre el nivel del mar. Situada en la misma ladera que la capital del concejo, sobre ésta, dista escasamente 1 km de ella. Se puede acceder a esta localidad tomando la carretera que sube al cementerio de la villa de Boal, tras pasar La Barreira y Ferradal. También tomando como atajo una pista no asfaltada en las cercanías del recinto ferial, o tomando la AS-12 en dirección a Grandas de Salime y desviándose a la derecha en Llaviada (camino más largo).